# کالیناس (ریو گراند دو سول)
کالیناس (به پرتغالی: Colinas) یک منطقهٔ مسکونی در برزیل است که در ریو گرانده جنوبی واقع شده‌است. کالیناس ۲٬۴۶۹ نفر جمعیت دارد.